# Byakko
Byakko (tigre blanc) és en la mitologia japonesa un dels quatre monstres divins que representen els quatre punts cardinals i protegeixen la ciutat de Kioto. Té l'aparença d'un tigre blanc fent referència a l'oest i simbolitza, també, l'element de l'aire.
L'origen de Byakko al Japo està influenciat per la mitologia xinesa, de la mateixa manera que les altres tres criatures divines. En xinès s'anomena Baihu i significa tigre blanc, i constitueix un dels quatre símbols de les constel·lacions xineses, on també representa l'oest i la tardor.

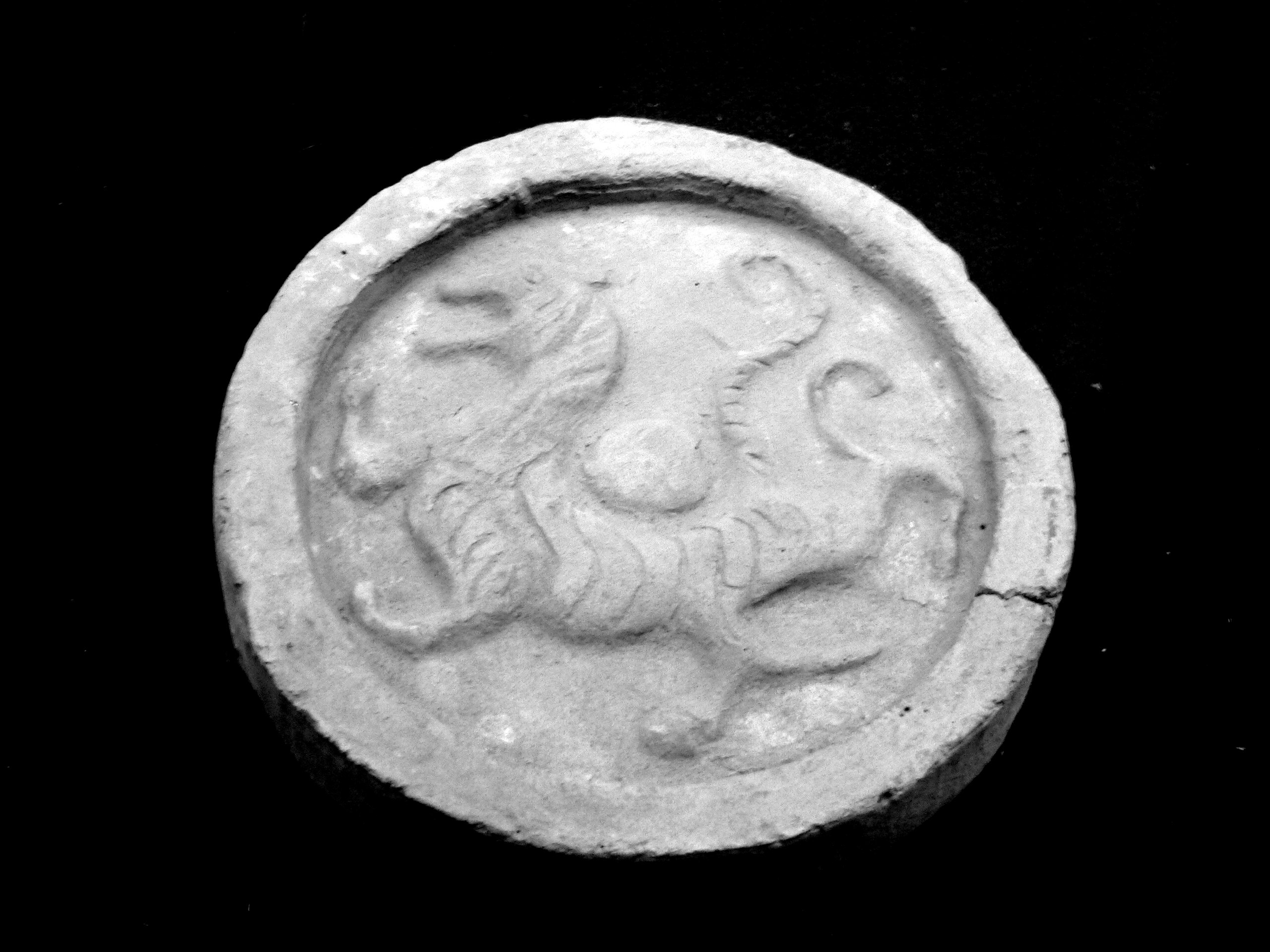
Escultura de Baihu en una rajola de ràfec

L'origen de Byakko al Japó, es va veure influït per la mitologia xinesa, igual que les altres tres criatures divines. Els xinesos deien Byakko amb el nom del tigre blanc i construeix un dels quatre símbols de les constel·lacions xineses. A més de representar a l'oest, també és símbol de l'estació de la tardor.
Es coneix com Byakko en japonès, Baekho en coreà i Bạch Hổ en vietnamita.

## Història

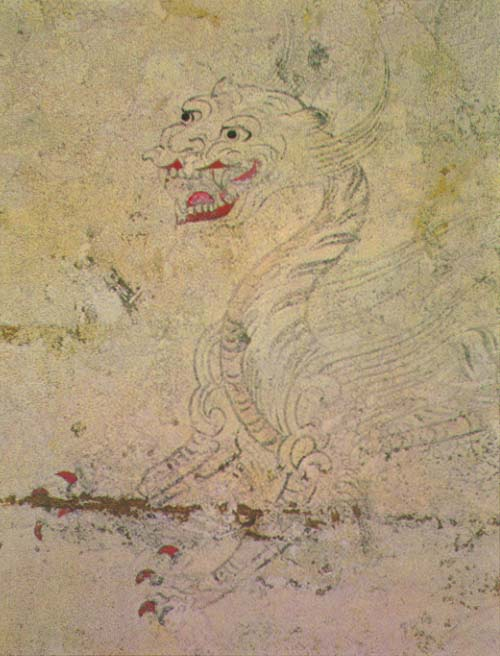
Byakko en la tomba de Takamatsu-Zuka, a Asuka.

Durant la dinastia Han la gent creia que el tigre era el rei de les bèsties. La llegenda diu que quan un tigre té cinc-cents anys, la seva cua es torna blanca. D'aquesta manera, el tigre blanc va esdevenir una classe de criatura mitològica.
Es diu que el tigre blanc només apareixia, ocasionalment, si l'emperador governava amb absoluta virtut o si hi havia pau al món.
Com que el color blanc dels cinc elements xinesos també representa l'oest, el tigre blanc es va convertir, a la vegada, en un dels guardians mitològics de l'oest.

## Set mansions
Igual que amb els altres tres símbols, hi ha set "mansions" astrològiques (posicions de la Lluna) dins del Tigre Blanc. Els noms i les estrelles determinants són:
| Mansió núm. | Nom (pinyin) | Traducció      | Estrella determinant |
| ----------- | ------------ | -------------- | -------------------- |
| 15          | 奎(Kuí)      | Cames          | Eta d'Andròmeda      |
| 16          | 婁(Lóu)      | Llaç           | Sheratan             |
| 17          | 胃(Wèi)      | Estómac        | 35 d'Àries           |
| 18          | 昴(Mǎo)      | Cap pelut      | Alcíone              |
| 19          | 畢(Bì)       | Xarxa          | Ain                  |
| 20          | 觜(Zī)       | Bec de tortuga | Meissa               |
| 21          | 參(Shēn)     | Tres Estrelles | Alnitak              |

### Altres criatures
Els tres altres animals que representen els altres tres elements, estacions de l'any i punts cardinals restants, cadascun d'un color característic, són:
- Zhuque és el déu del sud té l'aparença d'un fènix vermell. El seu element és el foc i representa l'estiu.
- Qinglong és el déu de l'est té l'aparença d'un drac blau. El seu element és l'aigua i representa la primavera.
- Genbu és el déu del nord té l'aparença d'una tortuga i una serp de color negre. El seu element és la terra i l'estació, l'hivern.

## Veneració
Durant la dinastia Han, hi havia l’antic hàbit de venerar el déu Tigre Blanc el 14 del primer mes lunar a Huiji, Zhejiang, al temple de Baihu, un dels quatre temples de Weiyang. Segons investigacions textuals, el culte al Tigre Blanc apareix als antics pobles de Qiang Rong. Avui, les nacionalitats Yi, Bai, Buyi i Tujia de la Xina continuen anomenant el seu tigre blanc al seu avantpassat, anomenant-se "liba" i "baidi tianwang", creient que l'estrella del tigre blanc va descendir al món on va donar a llum Set homes i dones.
En l'art xinès, el tigre blanc apareix sovint amb el drac. El tigre blanc simbolitza el poder i l'exèrcit. Per tant, moltes coses que porten el nom del tigre blanc a l'antiguitat estan relacionades amb els assumptes militars, com la bandera del tigre blanc a l'antic exèrcit i el símbol que pot comandar l'exèrcit.

## En la cultura popular
En la novel·la xinesa "Viatge a l'Oest" (xinès: 西遊記; pinyin: Xī Yóu Jì; Wade-Giles: Hsi Yu Chi) publicada en el segle xvi  durant la dinastia Ming i atribuïda a Wu Cheng'en, es relata una trobada amb el tigre blanc. La novel·la és considerada com una de les grans novel·les clàssiques xineses i ha estat descrita com possiblement l'obra literària més popular d'Àsia Oriental.
La novel·la relata la llegendària peregrinació del monjo budista Xuanzang, de la dinastia Tang, que va viatjar a les "Regions Occidentals" (Àsia Central i l'Índia) per a obtenir textos sagrats budistes (sūtras) i va tornar després de moltes proves i molt sofriment. En la novel·la es fa referència al monjo com Tang Sanzang, en algunes traduccions del llibre, el seu títol apareix com Tripitaka, que és el terme sànscrit original per al Sanzangjing.
El text explica la història d'una trobada entre el Caminant dels Micos i un esperit de tigre blanc. El Caminant dels Micos sospita de la veritable identitat d'una dona vestida de blanc i la confronta, acusant-la de ser un dimoni. La dona es transforma en un tigre blanc i comença una lluita amb el Caminant dels Micos. Després d'un enfrontament, el Caminant dels Micos aconsegueix derrotar l'esperit del tigre blanc en descobrir la presència de milers de micos al seu ventre, la qual cosa provoca el seu enuig i la seva posterior derrota en convertir-se en una roca. El text destaca l'astúcia del Caminant dels Micos i la seva habilitat per enfrontar-se als esperits malignes.